# Riňava
Riňava (1105 m) – szczyt na Słowacji w paśmie Magury Spiskiej. Znajduje się we wschodniej części jej głównego grzbietu, pomiędzy Kamieniarką (935 m) a Plontaną (1107 m). W przewodnikach turystycznych bywa opisywany jako Riniava. Północne stoki opadają do doliny potoku Šoltysa, w kierunku południowym natomiast odchodzi od Riňavy grzbiet oddzielający doliny potoków o nazwie Križny potok i Toporský potok. W grzbiecie tym wyróżnia się szczyty Špiciak (1051 m), Homôľka (865 m) i Mamrich (780 m).
Przez Riňavę prowadzi szlak turystyczny. Omija jej wierzchołek trawersując północne zbocza wygodną drogą leśną.

## Szlaki turystyczne
Przełęcz Magurska – Jawor – Przełęcz Toporzecka – Kamieniarka – Riňava –  Plontana – Sovia poľana – Drużbaki Wyżne. 4.30 h